# Lilla Tregölen
Lilla Tregölen är en sjö i Västerviks kommun i Småland och ingår i Storån-Botorpsströmmens kustområde.